# Новіков Борис Володимирович
Новіков Борис Володимирович (1948 р.н.) — вітчизняний філософ, доктор філософських наук, професор, член-кореспондент Академії політичних наук України.
Народився 12 липня 1948 року в селі Веприк Фастівського району на Київщині. Закінчив філософський факультет Київського державного університету ім. Т. Шевченка (1975). Одружений, має двох дітей. Автор понад 300 публікацій, з них 13 монографій, підручників і навчальних посібників. Веде власну сторінку на «Проза.ру».

## Науковий шлях
1980 — кандидат філософських наук.

1981 — доцент.

1994 — доктор філософських наук.

1995 — професор.

## Професійний шлях
З 1987 р. — завідувач кафедри філософії Київського політехнічного інституту (нині — Національний технічний університет України «Київський політехнічний інститут»).
1996-2013 рр. — декан факультету соціології (нині — факультет соціології і права) Національного технічного університету України «Київський політехнічний інститут». Голова спеціалізованої вченої ради із захисту кандидатських дисертацій з філософії у НТУУ «КПІ». Здійснив підготовку десяти кандидатів та трьох докторів наук.

## Почесні звання
Заслужений працівник народної освіти України.

## Сфера наукових інтересів
- Проблеми людини.
- Проблеми відчуження.
- Проблеми творчості.
- Проблема співвідношення влади і власності.

## Основні праці
Новиков Б. В. Творчество и философия. — К.: Политиздат, 1989. — 193 с. 

Новиков Б. В. О гуманизме и антигуманизме: монография. — К., 2001.

Новиков Б. В. Свобода как жизнь понимающая: Матеріали 6-ї Міжнародної науково-практичної конференції «Творчість свободи як свобода творчості». — К.: 2001. — 216 с.

Новиков Б. В. Не шутите, согнем: монография. — К., 2003.

Новіков Б. В. Геній — це нормальна людина, всі інші — відхилення від норми. Мультиверсум. Філософський альманах. — К.: Центр духовної культури, — 2004. — № 39.

Новіков Б. В., Сініок Г. Ф., Круш П. В. Основи адміністративного менеджменту: Навч. посіб. — К. Центр навчальної літератури", 2004. — 560 с.

Новіков Б. В. Творчість як спосіб здійснення гуманізму[недоступне посилання з квітня 2019] : монографія — К. : НТУУ «КПІ», 2006. — 308 с.

Новиков Б. В. Почему Россия?: монография. — К., 2006.

Новиков Б. В. Цирк уехал…: монография. — К., 2007. 

Новиков Б. В. Об интеллигентности и интеллигенции[недоступне посилання з квітня 2019] / Вісник Національного технічного університету України «Київський політехнічний інститут» «Філософія. Психологія. Педагогіка» — № 2 (20) — К.: ІВЦ «Політехніка». — 2007. — С. 28-35.

Новиков Б. В. Свобода как жизнь понимающая: Сб. статей. — К.: ТП-Прес, 2008. — 376 c.

Новиков Б. В. Отчуждение: монография. — К., 2009.

Новиков Б. В. Творить или вытворять?: монография. — К.: Мироновская типография, 2010. — 575 с.

Новиков Б. В. Энгельс — Маркс (Маркс — Энгельс) как событие / Марксизм та сучасність: контури прийдешнього у працях Ф. Енгельса (до 190-річчя від дня народження Фрідріха Енгельса): Матеріали Міжнар. наук.-практ. конф. (25-26.11.2010 р., м. Київ). — К.: НТУУ «КПІ», 2010. — С. 214.

Новиков Б. В. Прощай, предыстория!: монография / Новиков Б. В. — К.: ЗАО «Мироновская типография», 2011. — 245 с.

Новиков Б. В. Мысли: монография (Новиков Б. В. — К.: ЗАО «Мироновская типография», 2011. — 445 с.

Новиков Б. В. Непричесанные мысли / Б В Новиков // Вісник НТУУ КПІ. Філософія. Психологія. Педагогіка: збірник наукових праць. – 2009. – № 2(26). – С. 98–107.

Новиков Б. В. От социальной работы, через социальную деятельность — к социальному творчеству / Б. В. Новиков // Вісник НТУУ КПІ. Філософія. Психологія. Педагогіка: збірник наукових праць. – 2008. – № 1(22). – С. 48–54.

Новиков Б. В. Педагогика: творить или вытворять? // Соціально-гуманітарні вектори педагогіки вищої школи., — Харків, 2013. – С.246-254

Новіков Б. В. Творчість як корисне здійсення блага через істину в красі / Б В Новіков // Вища школа. – 2015. – № 2(27). – С. 53–63.

Новиков Б. В. Мысли чаянные, нечаянные и отчаянные / Б В Новиков // Ренессанс. -2014 -№ 1 -С. 97-103

Новіков Б. В. Діалектика форми та характеру людської діяльності в її історичному поступі / Б. В. Новіков // Матеріали IV міжнар. наук.-практ. конф. Філософські і соціально-політичні науки / Гол. Ред. С В  Панченко, В П Андрущенко. – Харків-Ліман, 2016. – С. 64-85. 